# Egúngún

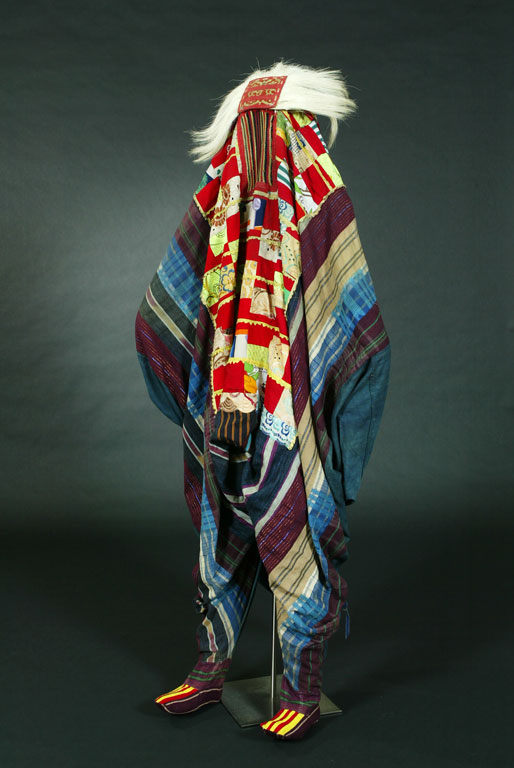
Máscaras Egungun baile vestido de la colección permanente del Museo de los Niños de Indianápolis.

Egúngún es una parte del panteón de la religión yoruba. En la tradición Orisha y la adoración de los antepasados, el Egúngún representa "el espíritu colectivo" de los antepasados.
La adoración de antepasados está presente en alguna forma en la mayor parte de culturas pero es la más evidente en las culturas indígenas del mundo. Casi el 95 % de la población líder mundial, los rezos y ofrecimientos ceremoniales a antepasados difuntos son una parte natural de vida diaria. Proporcionar un lugar para los antepasados en mesa de alguien; celebrar el recuerdo de antepasados en reuniones; para buscar la dirección y la intercesión de antepasados en las decisiones, los esfuerzos, o la lucha, son naturales en pueblos indígenas en el mundo entero. El Egúngún es una parte de esta adoración.
Los antepasados aseguran un lugar para los muertos en la vida. Es su responsabilidad de obligar a los vivos a mantener las normas éticas de generaciones pasadas. Egúngún es celebrado en festivales (Odun Egungun) y el ritual familiar por de la mascarada. En situaciones de familia una familia mayor o Alagba preside ritos hereditarios y puede o no ser iniciado en la sociedad local. Pero en ajustes de comunidad, los sacerdotes Egúngún inician el entrenamiento por comunicación hereditaria, trabajos de elevación del espíritu y los ritos de entierro. Trajes complicados adornan a los bailarines enmascarados Egúngún, y estos bailarines se hacen poseer por los espíritus de los antepasados. El Egúngún entonces espiritualmente limpia la comunidad y mediante acciones exageradas demuestran tanto un comportamiento ético como el amoral de lo que ocurrió desde su última visita, exponiendo las fuerzas y las debilidades de la comunidad con las esperanzas de animar el comportamiento más adecuado a sus descendientes. Una vez que esto ocurre los mensajes, las advertencias y las bendiciones son repartidos a los espectadores. Algún Egúngún importante incluye el Elewe de la subetnia Yoruba Ìgbómìnà, que son comunes en Òkè-Ìlá Òràngún, Ìlá Òràngún, y Arandun.
En Brasil, religiones derivadas de la Yoruba celebran el culto principal al Egúngún en la Isla de Itaparica en el estado de Bahía.